# ناپلئون (کنتاکی)
ناپلئون (به انگلیسی: Napoleon) یک منطقهٔ مسکونی در ایالات متحده آمریکا است که در شهرستان گالتین، کنتاکی واقع شده‌است. ناپلئون ۲۵۹٫۰۸ متر بالاتر از سطح دریا واقع شده‌است.